# Lymeon imbecillis
Lymeon imbecillis är en stekelart som först beskrevs av Cresson 1868.  Lymeon imbecillis ingår i släktet Lymeon och familjen brokparasitsteklar. Inga underarter finns listade i Catalogue of Life.